# 斯皮里特湖 (愛達荷州)
斯皮里特湖（英語：Spirit Lake）是一個位於美國愛達荷州庫特內縣的城市。

## 地理
斯皮里特湖的座標為47°58′00″N 116°51′59″W / 47.96667°N 116.86639°W，而該地的平均海拔高度為783米（即2569英尺）。

## 人口
根據2020年美國人口普查的數據，斯皮里特湖的面積為6.51平方千米，當中陸地面積為6.51平方千米，而水域面積為0.00平方千米。當地共有人口2337人，而人口密度為每平方千米359人。